# Вулиця Академіка Кухаря
Ву́лиця Академіка Кухаря — вулиця в Деснянському районі міста Києва, місцевість Соцмісто та Дніпровський промисловий район. Простягається від вулиці Гетьмана Павла Полуботка до Вінстона Черчилля.

## Історія
Виникла в середині XX століття під назвою 912-та Нова. З 1955 вулиця мала назву Мурманська, на честь російського міста Мурманськ.
Сучасна назва на честь академіка, хіміка, віце-президента НАН України Валерія Кухаря — з 2022 року. Саме на цій вулиці знаходиться Інститут органічної хімії НАН України де працював науковець.

## Установи та заклади
- Інститут біоорганічної хімії та нафтохімії НАН України, ТОВ НВП «Атом Комплекс Прилад», ЗАТ «Завод ТНС» (буд. № 1);
- Інститут органічної хімії НАН України (буд. № 5);